# Jakobinus klub

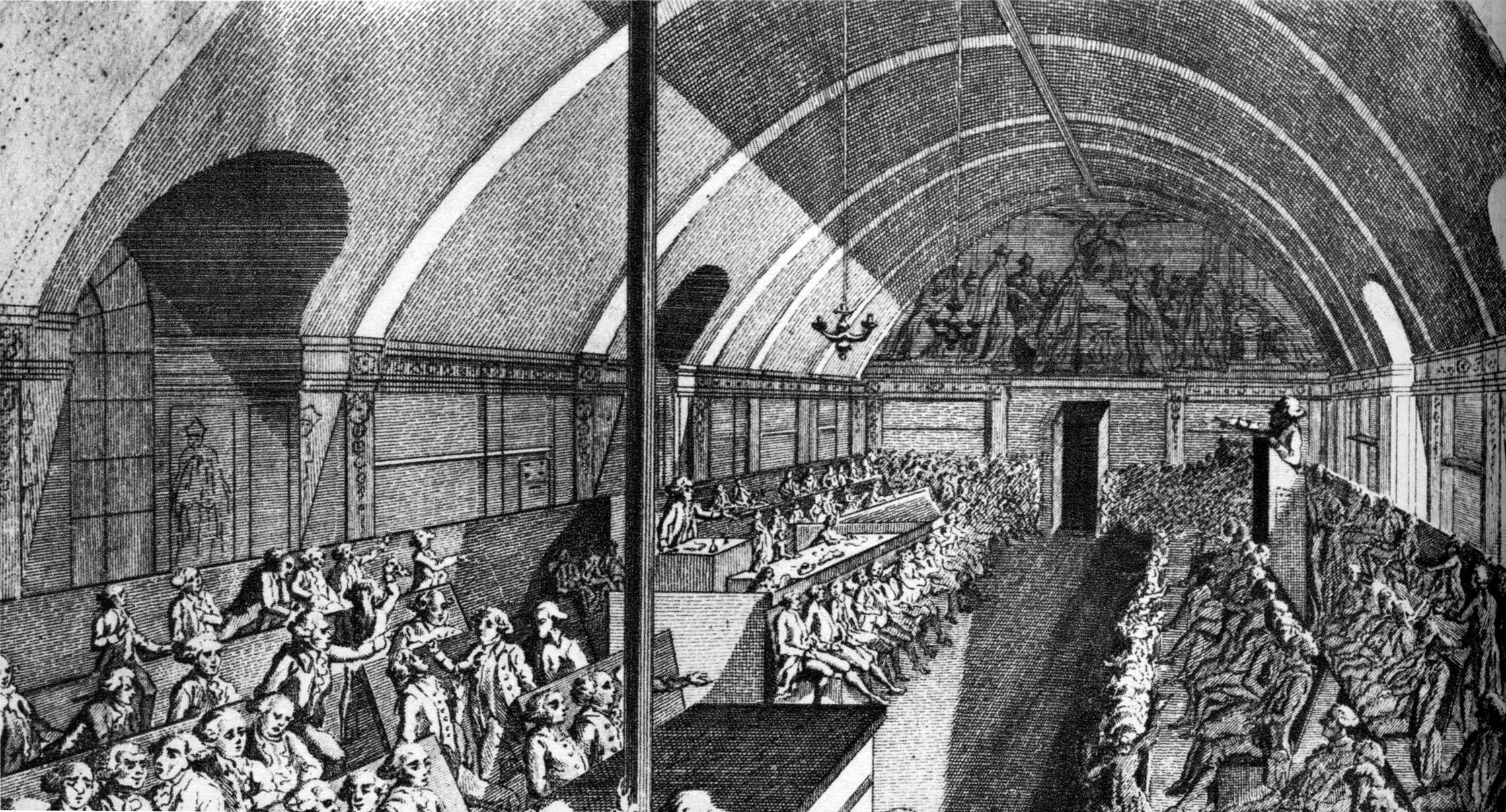
A Jakobinus klub ülése a domonkos-rendi kolostor könyvtárában (1791)

A Jakobinus klub volt a francia forradalom leghíresebb klubja. A klub angol minta nyomán honosodott meg Franciaországban a politikai csoportosulások elnevezésére. Jakobinus klubban készítették elő a forradalmat és valamennyi nagy horderejű eseményt, írta Georges Couthon 1793-ban. Itt találkoztak a közélet iránt érdeklődők, hogy új utakat és gondolatokat keressenek. A klub 1792 és 1794 között a politikai élet meghatározó tényezőjévé vált. 1793 végére 5500 hasonló klub működött Franciaország-szerte, és egymással levelezésben álló, erős hálózatot alkottak. A Jakobinus klub politikai jelentősége Maximilien de Robespierre halála után csökkent, majd 1794 novemberében a klub meg is szűnt.

## A klub története
A domonkosok első kolostora, a zarándokok számára nyitott vendégház 1218-ban létesült Párizsban a Saint-Jacques utcában (Szent Jakab utca). Ezért nevezték Franciaországban a domonkosokat jakobinusoknak (franciául jacobins). 1611-ben a Saint-Honoré utcában újabb kolostort alapítottak, amelyet 1789-ben bezártak. Az épületet bérbe vette az Alkotmány barátainak társasága, amelynek egyes tagjai előzőleg a Breton klubhoz tartoztak. Először a kolostor nagytermében gyűlt össze a társaság, de ahogy a tagok száma növekedett, átköltöztek a templom feletti könyvtárba, majd 1791. június 29-én a kolostor templomában találkoztak. Ekkor terjedt el a mondás: Megyek a jakobinusokhoz.

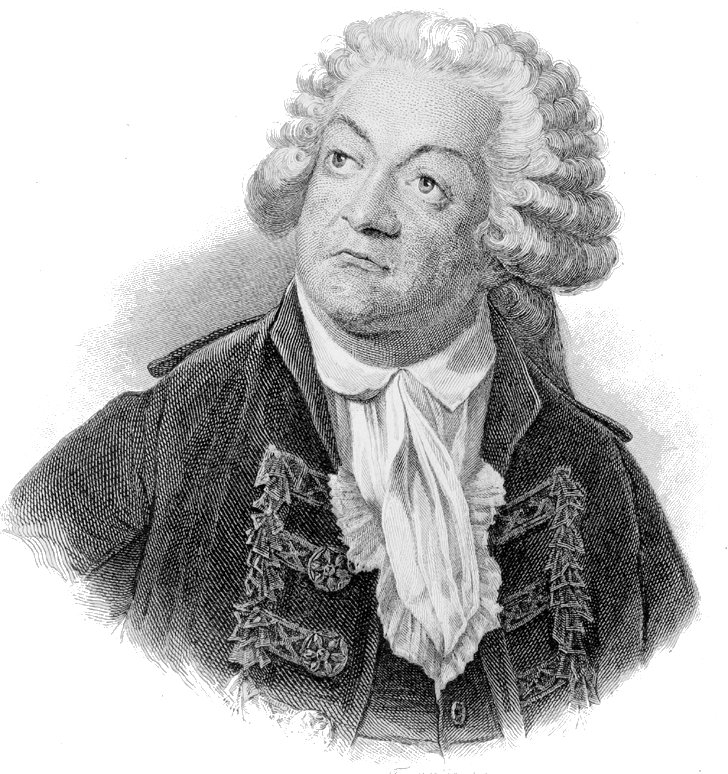
Mirabeau

A Jakobinus klub története három időszakra osztható, amelyeket Jules Michelet történész a meghatározó klubtagokon keresztül jellemzett: „A kezdeti Duport, Barnave és Lameth által fémjelzett primitív, parlamenti, nemesi jakobinizmus félreállította Mirabeau-t. Majd az újságírók, republikánusok (Brissot, Laclos) jakobinizmusa következett, ahol Robespierre vitte a szót. Végül 1793-ban eljött Couthon, Saint-Just, Dumas ideje, amely felőrölte Robespierre-t és vele együtt a jakobinus mozgalmat”.
A klub elsődleges célja az volt, hogy Társaság tagjai felkészüljenek Alkotmányozó Nemzetgyűlés üléseire, megvitassák a felszólalások tartalmát, kidolgozzák az alkotmány szövegét. Kezdetben gyors sikereket könyvelhettek el. 1790 végén közel 150 vidéki jakobinus klubot alapítottak. Azután már bárki tag lehetett, ha öt ajánlót tudott szerezni, és befizette a 24 francia font tagdíjat. A klubtagok között volt Mirabeau, Robespierre, La Fayette tábornok, Duport, Barnave és Lameth. A Barnave által ellenőrzött központi levelező bizottság ügyelt a klubhálózat egyensúlyban tartására. A bizottságban helyet foglaltak a leendő vezetők: Jérôme Pétion de Villeneuve, Jacques-Pierre Brissot, François Buzot, Robespierre, Pierre-François Réal, Jean-Louis Carra, François-Louis Bourdon, Jacques Nicolas Billaud-Varennes, Jean-Marie Collot d’Herbois, Camille Desmoulins, Étienne Clavière. A Párizsban a kiváló szónoki tehetséggel rendelkező Mirabeau gyakorolt nagy hatást klubtársaira. 1791 tavaszán Lameth azzal vádolta meg őt, hogy összeesküvést sző az arisztokratákkal. Ettől kezdve a Dupot, Barnave, Lameth triumvirátusa irányította a klubot.

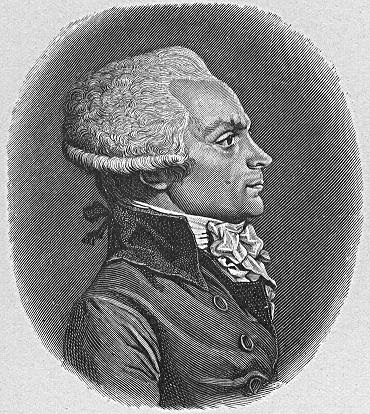
Maximilien de Robespierre

A hegypárt emblémája

1791. június 20-án XVI. Lajos és családja szökni próbáltak, álruhában, titokban hagyták el Párizst, de a nép visszatérésre kényszerítette őket. A király sérthetetlenségét biztosító határozatok megosztották a klub tagságát. Július 16-án, a Mars-mezei sortűz előestéjén Barnave kivált a klubból, magával vitte a mérsékelt nézeteket valló többséget, és a Ciszterciek egykori kolostorában (Couvent de Feuillants) megalapították a Feuillantinus klubot. A Jakobinus klubban alig tizenvalahány tag maradt, közöttük Robespierre, Jérome Pétion de Villeneuve, Pierre-Louis Roederer, François Buzot, Henri Grégoire. Barnave kiválása politikai bukással volt egyenlő, mert 1791 őszén csak 60 Feuillantinus klub működött az egész országban a 442 Jakobinus klubbal szemben.
A kezdeti sikerek ellenére az 1791 szeptemberében tartott választásokon a párizsi jakobinus jelöltek nem kerültek be a Törvényhozó Nemzetgyűlésbe, és csupán 136 jakobinus állt szemben 260 feuillantinus és 300 pártatlan képviselővel. Grégoire abbé és Roederer átszervezték a klubot oly módon, hogy egy másik forradalom politikai gépezetévé válhatott. A nagy politikai viták már nem csak a klubban folytak, hanem a Törvényhozó Nemzetgyűlésben is, ahol erős és felkészült vitapartnereknek bizonyultak a forradalom eszméit védelmező jakobinusok. Robespierre javaslatára megszavazták, hogy azok a képviselők, akik előzőleg az Alkotmányozó Nemzetgyűlés tagjai voltak, ne vehessenek részt a Törvényhozó Nemzetgyűlés ülésein. Brissot szeptember 28-i felszólalásában a Jakobinus klub feladatai között sorolta fel a parlamenti rendszabályzat megteremtését, a törvénytervezetek megvitatását, a rossz törvények kiszűrését és olyan eszközök, módok keresését, amelyek segítségével azok hatályon kívül helyezhetők. Fontosnak tartotta, hogy a köztisztviselők munkáját és magatartását népbíróság ellenőrizze.
1791-92 telén élénk viták folytak a klubban Brissot és Robespierre között. Brissot háborút akart, hogy felszámolják az emigránsok fészkét Koblenzben, és új keresztes hadjáratot, amely kivívja a világszabadságot Európában. Robespierre, aki ellenezte a javaslatot, mert katonai diktatúrától tartott, így válaszolt Brissot-nak: „Páratlanul különc gondolat egy politikus részéről, ha azt hiszi, hogy fegyveres beavatkozással rákényszerítheti saját országának törvényeit és alkotmányát egy másik népre. Senki nem szereti a fegyveres misszionáriusokat.” Robespierre elszigetelődött, népszerűsége csökkent a jakobinusok között.

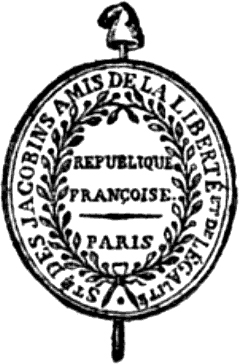
A Jakobinus klub új emblémája

1792. augusztus 10-én a Tuileriák elleni támadást a Párizsi Községtanács és a párizsi forradalmi szekciók rendezték és hajtották végre. A király lemondott, szeptember 21-én a Törvényhozó Nemzetgyűlés eltörölte a monarchiát.
A jakobinusok nevet változtattak, A szabadság és egyenlőség barátainak társasága lettek. A tagság összetétele is megváltozott, fiatalabb és kevésbé iskolázottak csatlakoztak a klubhoz. A sans-culotte-ok legfontosabb találkozóhelyévé vált a klub. Nagy többségükben szenvedélyesen és önzetlenül akarták szolgálni a hazát. Robespierre-be helyezték minden bizalmukat, aki megfelelő vezetőnek tűnt számukra. A jakobinusok pozíciója megerősödött a Törvényhozó Nemzetgyűlésben, ahol októberben 205 képviselőjük ülésezett. Közülük 38 girondista, 129 hegypárti volt, és 38 a mocsárhoz tartozott.
1793. június elejéig a hegypártiak és a girondisták, akik az őket támogató mocsár segítségével többséget élveztek a Nemzeti Konventben, harcoltak egymással a klubban. Októberben kizárták Brissot-t a nép ellenségeivel való paktálás vádjával. Ezzel véget ért a szenvedélyes viták korszaka, amely időnként felrázta a klubot. A jakobinusok most már a Nemzetgyűlés legradikálisabb kisebbségét támogatták, és fontos szerepet játszottak a girondista vezetők letartóztatásában. Május 26-án Robespierre felkelésre szólította fel a népet a megvesztegetett képviselők ellen. Június 2-án 80 000 fegyveres vette körül az épületet François Hanriot vezetésével, és a Nemzetgyűlés kénytelen volt aláírni a girondista vezetők letartóztatását.
Robespierre és Saint-Just ellenőrzésük alá vonták a Közjóléti Bizottságot, október 10-én a vezetők teljhatalmat kaptak, a bizottság a jakobinus terror központi szervévé vált. Majd a bizottságban szakadás történt. Robespierre 1794. február 13. és március 13. között betegsége miatt nem tudott részt venni a tanácskozásokon. Visszatérése után pár nappal a belső ellenzék több tagját (Hébertet és követőit) kivégezték. A forradalom vezetői elleni merényletkísérletek után a Konvent elfogadta a Prairial 22-i (június 10-i) törvényt, amellyel a korábbinál is keményebb terror vette kezdetét. A Robespierre által vezetett Népjóléti Bizottság parancsára letartóztatott személyek ügyében a forradalmi törvényszék legfeljebb három napon belül ítéletet hozott. Az ítéletet csak a vád és a vádlott tanúvallomása alapján, tanúk meghallgatása, bizonyítékok vizsgálata nélkül hozták. Ha a vádlottat ártatlannak találták (ez volt a ritka eset), azonnal szabadon bocsátották, ha bűnösnek találták, egyetlen büntetés létezett, a halál. Ez az ún. nagy terror időszaka valamivel több, mint egy hónapig tartott. Végül mindenki, a Konvent, sőt a Népjóléti Bizottság tagjai is, veszélyeztetve érezték életüket. A félelmet csak fokozták Robespierre nagy ellenfele, Fouché által terjesztett suttogó híresztelések. 1794. július 27-én drámai vita után a Konvent elrendelte Robespierre letartóztatását. A jakobinusok a végsőkig támogatták, de nem tudták mozgósítani a sans-culotte-okat és Párizs forradalmi szekcióit, úgy mint 1793. június 2-án. Robespierre-t és több követőjét július 28-án kivégezték.
Halála után bezárták a klubot, majd a robespierre-i elemek eltávolítása után újra megnyílt. A nép nyomására a Konvent véglet bezárta a gyűléstermet 1794. november 12-én. Hat hónappal később határozat született, és a kolostor épületét vásárcsarnokká alakították át.

## Fordítás
- Ez a szócikk részben vagy egészben  a   Club des Jacobins című francia Wikipédia-szócikk fordításán alapul.  Az eredeti cikk szerkesztőit annak laptörténete sorolja fel. Ez a jelzés csupán a megfogalmazás eredetét és a szerzői jogokat jelzi, nem szolgál a cikkben szereplő információk forrásmegjelöléseként.